# Papaverfamilie
De papaverfamilie (Papaveraceae) is een familie van tweezaadlobbige planten. Er is geen algemene overeenstemming over de samenstelling van de familie, waarbij de grote vraag is of Fumariaceae als een aparte familie erkend moet worden. In het APG-systeem (1998) en het APG-systeem (2003) is die erkenning optioneel. De 23e druk van de Heukels erkent die aparte familie niet.
De meeste soorten zijn kruiden, maar er komen ook struiken en boompjes voor. De familie groeit grotendeels in gematigde streken van het noordelijk halfrond. De meeste soorten van de familie in enge zin hebben melksap. Het bekendste product van de familie is opium, vervaardigd van ingedroogd melksap van de slaapbol of opiumpapaver (Papaver somniferum). Een ander bekend product is blauwmaanzaad.

## Soorten in Nederland en België
In Nederland en België komen de volgende soorten voor (van nature of verwilderd):
- Stinkende gouwe (Chelidonium majus)
- Slaapmutsje (Eschscholzia californica)
- Gele hoornpapaver (Glaucium flavum)
- Pluimpapaver (Macleaya cordata)
- Schijnpapaver (Meconopsis cambrica)
- Ruige klaproos (Papaver argemone)
- Donzige klaproos (Papaver atlanticum)
- Bleke klaproos (Papaver dubium)
- Reuzenklaproos (Papaver orientale)
- Grote klaproos (Papaver rhoeas)
- Slaapbol (Papaver somniferum)

Alsook deze soorten die vroeger tot de Fumariaceae gerekend werden:
- Rankende helmbloem (Ceratocapnos claviculata)
- Holwortel (Corydalis cava)
- Vingerhelmbloem (Corydalis solida)
- Rankende duivenkervel (Fumaria capreolata)
- Middelste duivenkervel (Fumaria muralis)
- Gewone duivenkervel (Fumaria officinalis)
- Geelwitte helmbloem (Pseudofumaria alba)
- Gele helmbloem (Pseudofumaria lutea)

## Geslachten en soorten
In enge zin (dus onder afsplitsing van Fumariaceae en Pteridophyllaceae) bestaat de familie uit circa 200 soorten in 23 geslachten:
Arctomecon, Argemone, Bocconia, Canbya, Chelidonium, Dendromecon, Dicranostigma, Eomecon, Eschscholzia, Glaucium, Hunnemannia, Hylomecon, Macleaya, Meconella, Meconopsis, Papaver, Platystemon, Platystigma, Roemeria, Romneya, Sanguinaria, Stylomecon, Stylophorum.

## Cronquist-systeem
In het Cronquist-systeem (1981) werd de familie erkend in enge zin, en geplaatst in een orde Papaverales.

## Trivia
- De grote klaproos (Papaver rhoeas), of (vaker) een replica, wordt gedragen als herinnering aan de Eerste Wereldoorlog.
- Het slaapmutsje (Eschscholzia californica) is de bloem van de staat Californië.